# ندري (حومة بيجار)
ندري (بالفارسية: ندری) هي قرية تقع في إيران في حومة. يقدر عدد سكانها بـ 95 نسمة بحسب إحصاء 2016.